# Peter Wilhelm Stahl
Peter Wilhelm Stahl (* 7. März 1913 in Lonsee; † 27. Dezember 2001 in Wenzenbach) war ein deutscher Pilot und Luftfahrtautor.

## Leben
Peter Wilhelm Stahl wurde 1913 in Lonsee als Sohn eines selbständigen Handwerksmeisters geboren. 1928 begann er mit dem Segelflug. Nach Beendigung einer Handwerkslehre als Elektrotechniker arbeitete er  von 1934 bis 1937 als Technischer Angestellter im Flugwetterdienst Stuttgart-Böblingen. Während dieser Zeit absolvierte Stahl eine Schulung als Flugzeugführer im Rahmen von Reservisten-Lehrgängen.
1937 bis 1945 war er angestellt als Zivilflugzeugführer beim Reichsluftfahrtministerium. Zwischen 1939 und 1945 als Reservist Flugzeugführer beim Kampfgeschwader 30 und beim Kampfgeschwader 200, zuletzt Oberleutnant und Staffelkapitän. Er sammelte fliegerische Erfahrungen auf sämtlichen wichtigen Flugzeugtypen jener Zeit. Seine Einsätze erfolgten insbesondere auf Junkers Ju 88, was er später in einem seiner Bücher thematisierte. Nach dem Zweiten Weltkrieg baute er zunächst einen selbständigen Handwerksbetrieb auf.
Nach Gründung der Bundeswehr trat er in die neugegründete Luftwaffe ein. Im Jahre 1970 wurde er mit dem Dienstgrad Oberstleutnant pensioniert. Danach war er  als Luftfahrtpublizist und als freiberuflicher Berater in der Luftfahrttechnik tätig. Als Autor trat er unter dem abgekürzten Namen „P.W. Stahl“ in Erscheinung.
In den 1970er und 1980er Jahren gab er seine umfangreiche Flugerfahrung als Fluglehrer an der Deutschen Alpensegelflugschule Unterwössen / Chiemgau weiter, indem er angehende Segelflieger ausbildete.
Er war Mitglied der „Traditionsgemeinschaft Alte Adler e.V.“

## Flug zum Nordkap
Im Alter von 65 Jahren flog Peter Wilhelm Stahl mit einem kleinen, lediglich 48 kW starken Motorsegler, ausschließlich unter Sichtflugbedingungen, von Unterwössen / Bayrische Alpen zum Nordkap und zurück, eine Strecke von insgesamt 7.000 km. Er verfolgte damit seine eigenen Spuren als Flugzeugführer im KG 30 im Zweiten Weltkrieg und trug so nach eigener Aussage ein wenig zur Versöhnung mit den ehemaligen Kriegsgegnern bei.

## Auszeichnungen
- Eisernes Kreuz II. und I. Klasse
- Ehrenpokal für besondere Leistung im Luftkrieg
- Deutsches Kreuz in Gold am 9. Juni 1942[3]

## Veröffentlichungen
- Kampfflieger zwischen Eismeer und Sahara. Motorbuch Verlag, Stuttgart 1972
- Geheimgeschwader KG 200. Motorbuch Verlag, Stuttgart, 1977
- Von den Alpen zum Nordkap. Motorbuch Verlag, Stuttgart, 1985